# Koszanowo, tỉnh Zachodniopomorskie
Koszanowo [kɔʂaˈnɔvɔ] (trước đây là Kussenow của Đức) là một ngôi làng thuộc khu hành chính của Gmina Brzeżno, thuộc quận Świdwin, West Pomeranian Voivodeship, ở phía tây bắc Ba Lan. Nó nằm khoảng 3 kilômét (2 mi) phía đông bắc Brzeżno, 6 km (4 mi) về phía nam của Świdwin và 88 km (55 mi) về phía đông bắc của thủ đô khu vực Szczecin.
Trước năm 1945, khu vực này là một phần của Đức. Đối với lịch sử của khu vực, xem Lịch sử của Pomerania.